# Biblioteca de la Universidad de Zaragoza
La Biblioteca de la Universidad de Zaragoza (BUZ) es un servicio perteneciente a la Universidad de Zaragoza, encargada de la gestión de los recursos de información destinados a los procesos de aprendizaje, docencia, investigación y formación continua. Su principal misión es la conservación, el incremento, el acceso y la difusión de los recursos de información, así como la colaboración en los procesos de creación del conocimiento.
Su estructura, funcionamiento, valores y objetivos están definidos en sus Reglamento y Carta de Servicios, así como en sus Planes Estratégicos, siendo el último el correspondiente al período 2021-2024.
La BUZ cuenta con una estructura distribuida en 19 bibliotecas de centro y campus, además de la Dirección y los servicios centrales, y de una serie de bibliotecas adscritas por convenio con otras instituciones.

## Historia
Aunque oficialmente la Biblioteca Universitaria de Zaragoza nace el 17 de noviembre de 1796 con la apertura solemne al público, los esfuerzos por su constitución son inherentes al desarrollo de la Ilustración y la política educativa de Carlos III, cuya Real Orden de 14 de marzo de 1759 ordenaba el establecimiento de bibliotecas en todas las Universidades del Reino.
Los primeros pasos sin embargo se vieron radicalmente cercenados cuando el 4 de agosto de 1809, en plena Guerra de la Independencia y durante el segundo  Sitio de la ciudad por tropas francesas, los bombardeos acabaron sepultando la reciente creación. Acabado el conflicto, se inicia un largo período de reconstrucción, que si bien supone el considerable incremento de los fondos, marcará una de las señas de identidad de la Biblioteca: su carácter ambulante. Durante todo el siglo XIX y buena parte del siglo XX carecerá de una ubicación fija.
La reapertura se produce el año 1849. Hacia finales del siglo XIX, la Biblioteca se dividirá en tres secciones: General o de la Universidad, Medicina y Ciencias y Archivo Histórico. Esta dispersión de fondos se agudizará en los primeros compases del siglo XX.
La Guerra civil supondrá la realización de otras actividades más cercanas a la implantación de la ideología del bando franquista y la represión cultural que a las propiamente bibliotecarias. Así, se impulsa el Servicio de Lectura al Soldado y se organiza la Comisión Depuradora de Bibliotecas del Distrito Universitario de Zaragoza para retirar las obras consideradas nocivas por el Nuevo Estado. Durante el Franquismo, la construcción de la Ciudad Universitaria supuso el paulatino traslado de las Facultades de Filosofía y Letras, Ciencias, Derecho y Medicina con sus respectivas bibliotecas al nuevo complejo, así como la mayor parte de la colección histórica y del archivo histórico, en el edificio de la Facultad de Filosofía y Letras, quedando tan sólo fuera del mismo una parte del fondo antiguo, en el antiguo edificio de la Capilla Cerbuna (siglo XVI), que se derrumbó el 6 de mayo de 1973, víctima del deterioro del edificio y la desidia institucional.

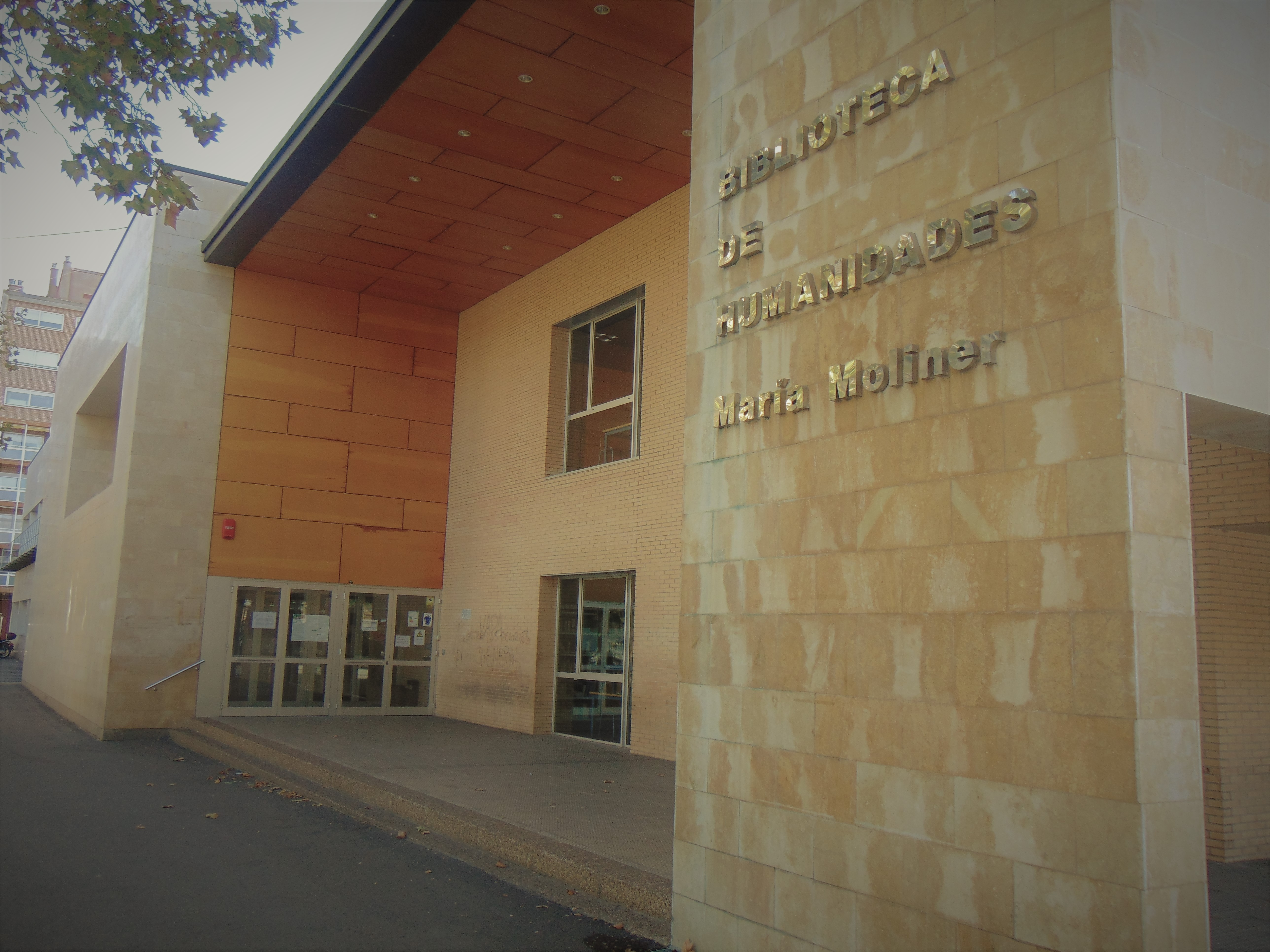
Biblioteca de Humanidades María Moliner.

La Biblioteca inicia su recuperación con los primeros Estatutos democráticos, tras la aprobación de la LRU en 1984. A partir de este momento se inicia un período de cambios que contempla un destacable aumento de la plantilla, la construcción de nuevos edificios de biblioteca, como los de la Facultad de Economía y Empresa (1996), o el de Filosofía y Letras (2003). También se acomete una reorganización progresiva de las colecciones, que, aunque manteniendo la estructura descentralizada propia de la Universidad, rompe con la excesiva fragmentación de colecciones que la había caracterizado hasta entonces. La automatización del catálogo y el desarrollo de la biblioteca digital caracterizarán el período que va desde 1995 y el inicio del siglo XXI.
En cuanto a la Biblioteca General, con ocasión de la Conmemoración del IV Centenario de la Universidad, en 1984, se trasladó al recién restaurado y acondicionado edificio que construyera el arquitecto Ricardo Magdalena para albergar las Facultades de Medicina y Ciencia. En 2011, tras una nueva rehabilitación integral que comenzó en el año 2006, la Biblioteca General junto con los servicios centrales y el Centro de Documentación Europea han vuelto al Paraninfo, acondicionándose la antigua sala de lectura como espacio para la exposición del patrimonio bibliográfico.

## Estructura
La BUZ se estructura a través de un sistema bibliotecario único, descentralizado en bibliotecas de centros y coordinado a través de la Dirección de la Biblioteca:

## Fondos y colecciones

### Fondos de la Biblioteca de la Universidad de Zaragoza
La Biblioteca de la Universidad de Zaragoza alberga el fondo bibliográfico más importante de Aragón. Consta de más de 1.000.000 de volúmenes en diversos formatos y soportes, al mismo tiempo que posibilita el acceso, a través de 24 puntos de conexión ubicados en los centros docentes de la Universidad, a más de 20.000 revistas electrónicas y diversas bases de datos relacionadas con las diferentes disciplinas científicas impartidas.
El catálogo Alcorze permite conocer el contenido de la Biblioteca, y desde él se oferta un Boletín de Novedades Bibliográficas, en el que se incluyen los títulos incorporados recientemente a la Biblioteca. Alcorze es una herramienta de búsqueda unificada de recursos de información internos (el catálogo, el repositorio Zaguán y AZ publicaciones) y externos (bases de datos suscritas y publicaciones en abierto).

### Patrimonio bibliográfico
La importante colección documental de obras especialmente significadas, bien por su antigüedad o su valor añadido, conforman el patrimonio bibliográfico de la Universidad. La Biblioteca General es la que conserva la mayor parte. Debido a sus especiales características, estas obras mantienen unas condiciones de consulta específicas, aunque muchas de ellas son accesibles a través de la Biblioteca Digital de Fondo Antiguo de la Universidad de Zaragoza.
Deben destacarse 416 manuscritos, cuyas fechas oscilan entre el siglo XV y el siglo XIX; 406 incunables; y un importante corpus de obras impresas publicadas entre los siglos XVI al XVIII, al mismo tiempo que una amplia muestra de publicaciones emanadas de todas las instituciones científicas y culturales aragonesas.
El proyecto BIVIDA (Biblioteca Virtual de Derecho Aragonés) aporta copias digitalizadas de buena parte de las obras de derecho aragonés de la Biblioteca Universitaria de Zaragoza.

## Servicios
La biblioteca cuenta con diferentes servicios entre los que se encuentran el uso de sus colecciones, espacios para docencia, aprendizaje e investigación, acciones de comunicación, resolución de consultas y formación entre otros.

### Uso de colecciones
- Consulta en sala
- Préstamo: Además del préstamo domiciliario, incluye diversos servicios personalizados a través de la cuenta de usuario (renovaciones, reservas, historial, etc.).
- Acceso en línea a recursos y servicios electrónicos

### Espacios y equipamientos para la docencia, el aprendizaje y la investigación
- Uso de espacios y equipamientos adecuados como salas de lectura, zonas Wi-Fi, salas de trabajo en grupo, reprografía y ordenadores de uso público.

### Comunicación
Acciones que desarrolla la biblioteca para ofrecer la información de interés para los usuarios sobre la biblioteca, sus servicios, recursos y actividades y para canalizar las opiniones y demandas de los usuarios. Vertebra la comunicación a través de los siguientes canales:
- Noticias: la Biblioteca informa en su página web de las últimas noticias, horarios, conferencias, seminarios, etc., y ofrece información profesional para los bibliotecarios. Dispone de un blog, Tirabuzón, a través del cual se comunica e interrelaciona no sólo con la comunidad universitaria, sino con todos aquellos interesados en temas relacionados con el mundo de las bibliotecas.
- Exposiciones: la Biblioteca difunde su patrimonio bibliográfico mediante exposiciones en la histórica Sala de Lectura de la Biblioteca General, y en las bibliotecas de centros.
- Web 2.0: la Biblioteca de la Universidad de Zaragoza tiene presencia en las redes sociales como medio de acercamiento a sus potenciales usuarios. Se ha creado una página en Facebook, un perfil institucional en X (servicio de microblogueo), un panel en Pinterest, Flickr e Instagram, así como un canal en Youtube.

### Gestión de la colección
- Bibliografía recomendada para las asignaturas de las distintas titulaciones
- Recursos para la investigación. A través de colecciones y servicios de apoyo a la gestión de la investigación.

### Acceso al documento
- Préstamo interbibliotecario y fotodocumentación

### Referencia general y especializada
- Resolución de consultas de información general y especializada de forma presencial, telefónica o electrónica

### Formación de usuarios
- Formación general y especializada bajo demanda
- Competencias Informacionales

## El acceso abierto en la Universidad de Zaragoza
Desde 2008, la Biblioteca de la Universidad de Zaragoza participa activamente de la filosofía del acceso abierto a través del repositorio institucional Zaguán. En la actualidad se compone de una amplia colección de copias digitales del fondo antiguo de la Biblioteca de la Universidad, trabajos académicos, libros, tesis, informes, pre-prints artículos, y fondos personales recibidos por legado o donación, como el del poeta Miguel Labordeta.

## Distinciones
La biblioteca obtuvo en 2011 el Sello de la Excelencia Europea 400+ por su Sistema de Gestión, de acuerdo con los criterios del Modelo EFQM de Excelencia, siendo renovado en 2013, en 2015 y en 2018 y consiguiendo el Sello de la Excelencia Europea 500 en 2021, renovado en 2024. 
Asimismo, en 2012 obtuvo el reconocimiento del Club Empresa 400 por parte del Instituto Aragonés de Fomento, y en 2013 el Sello de Excelencia Aragón Empresa.